# 林家舞楽

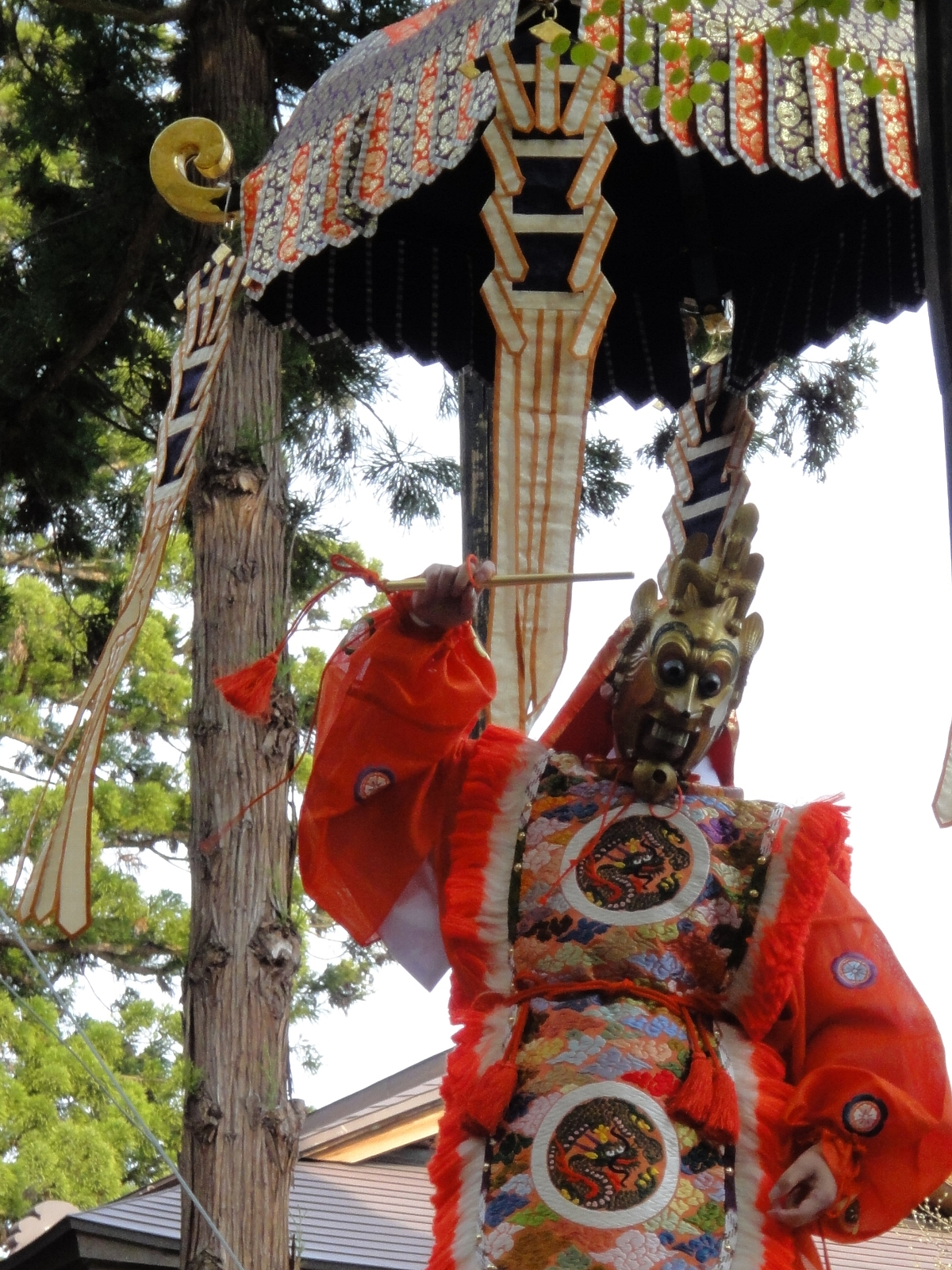
慈恩寺舞楽(蘭陵王)

林家舞楽（はやしけぶがく）は、山形県西村山郡河北町の谷地八幡宮宮司林家に伝わる舞楽。1,200年の伝統を持ち、宮中舞楽・四天王寺舞楽・南都楽所舞楽と並ぶ日本四大舞楽の一つとされ、重要無形民俗文化財に指定されている。
昔は山形各地で舞楽が行われていたが、現在は谷地八幡宮の秋の例祭（9月14日・15日）に同社境内で、寒河江市の慈恩寺の春の法会（5月5日）に同寺山門に設けられた舞台で舞われる。ほかに、数年に一度催される山形市山寺立石寺臨時法要に奉納される。
伝承曲目は、燕歩・三台・散手・太平楽・喜禄・二ノ舞・還城楽・抜頭・蘭陵王・納蘇利の10曲である。